# Bartolina Sisa

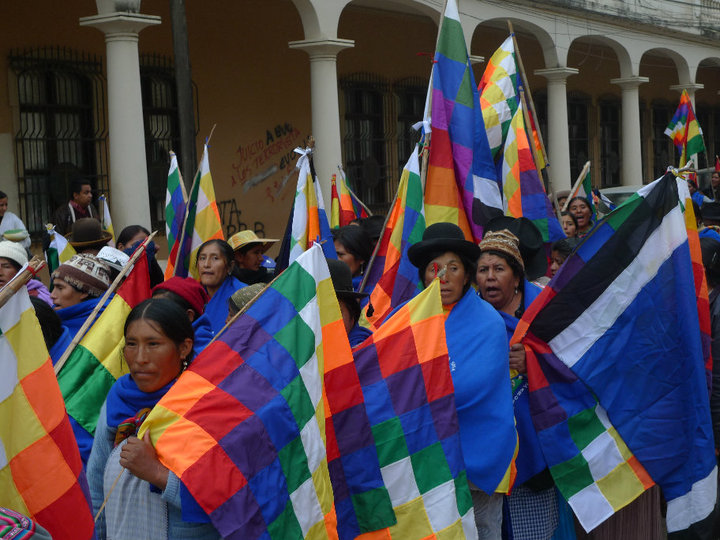
Bartolina-Sisa-Demonstration in Trinidad

Bartolina Sisa (* 12. August 1750 oder 24. August 1753; † 5. September 1782) war die Ehefrau des auch als Tupaq Katari bekannten indigenen Rebellenführers Julián Apaza. Wie dieser entstammte sie dem Volk der Aymara.

## Leben
Ihr Geburtsdatum ist unsicher, da manche Quellen den 24. August 1753, andere aber den 12. August 1750 angeben. Zusammen mit ihrem Mann leitete sie den Aufstand von 40000 Indigenen gegen die spanische Kolonialherrschaft in Bolivien im Jahr 1782. Die Armee hielt die Belagerung für 184 Tage, von März bis Juni und von August bis Oktober, aufrecht. Sisa war Kommandeurin der Belagerung und spielte die entscheidende Rolle nach der Gefangennahme und Hinrichtung ihres Mannes im April. Die Belagerung wurde durch koloniale Truppen aus Lima und Buenos Aires beendet. Sisa wurde gefangen genommen und von den Spaniern am 5. September 1782 hingerichtet.

## Heutige Bedeutung
Bartolina Sisa ist heute eine der wenigen weiblichen Heldenfiguren in der Andenregion, die in vielen Gemeinden von Bolivien, Peru, Chile und Argentinien geehrt wird. Am  5. September 1983 wurde ihr zu Ehren der Internationale Tag der indigenen Frau ins Leben gerufen. Außerdem trägt eine der wichtigsten sozialen Bewegungen Boliviens, die Vereinigung der indigenen Landfrauen (Confederación Nacional de Mujeres Campesinas Indígenas Originarias de Bolivia "Bartolina Sisa"), ihren Namen. Auch der zweite Satellit der bolivianischen Raumfahrtagentur (Agencia Boliviana Espacial) wird nach ihr benannt.